# Бехнешень
Бехнешень, Бехнешені (рум. Băhnășeni) — село у повіті Бакеу в Румунії. Входить до складу комуни Пиржол.
Село розташоване на відстані 240 км на північ від Бухареста, 26 км на захід від Бакеу, 100 км на південний захід від Ясс, 126 км на північний схід від Брашова.

## Населення
За даними перепису населення 2002 року у селі проживали 894 особи, усі — румуни. Усі жителі села рідною мовою назвали румунську.